# Demotional
dEMOTIONAL is een Zweedse melodieuze death/alternatieve metalband uit Gotenburg en Växjö.

## Bandleden

### Huidige line-up
- Christopher Kristensen - zang
- Nils-Petter Nilsson (Killian Power) - zang
- Sebastian Fjordevik - gitaar
- Johan Olofsson - gitaar
- Kristoffer Lindh - bas
- Tommy Magnusson - drums

### Oud-leden
- Mattias Öbom - drums

## Discografie

### Studioalbums
- State: In Denial (2013)
- Tarassis (2014)
- Discovery (2017)
- Scandinavian Aftermath (2021)

### Singles
- Rush (2012)
- Alive (2013)
- Rush (2013)
- Illusions (2014)
- Neverland (2014)
- Brother (2016)
- All That It Takes (2017)
- Ashes (2017)
- Invincible (2018)
- Dreamers Light (2018)
- Cornered (2020)
- Don't Wake Me Up (2020)
- Bärsärk (2020)
- Boiling Point (2021)

### Ep's
- dEMOTIONAL (2011)
- Are You Feeling Alive? (2011)